# 긴코새도둑주머니쥐
긴코새도둑주머니쥐(Rhyncholestes raphanurus) 또는 칠레새도둑주머니쥐는 새도둑주머니쥐과에 속하는 6종의 현존하는 새도둑주머니쥐의 하나이다. 칠레와 아르헨티나의 온대 상록수 원시림 숲에서 발견되는 작은 유대류이다. 긴코새도둑주머니쥐속(Rhyncholestes)의 유일한 종이다.

## 아종
- Rhyncholestes raphanurus continentalis
- Rhyncholestes raphanurus raphanurus